# Ониашвили, Давид Ефремович
Давид Ефремович Ониашвили (груз. ონიაშვილი დავით ეფრემის ძე, 22 декабря 1883, Хидистави (Горийский муниципалитет) — 14 июля 1937) — грузинский политический деятель, юрист и публицист. Министр земледелия Грузии (1919—1921). Член Учредительного собрания Грузии (1919—1921).

## Биография

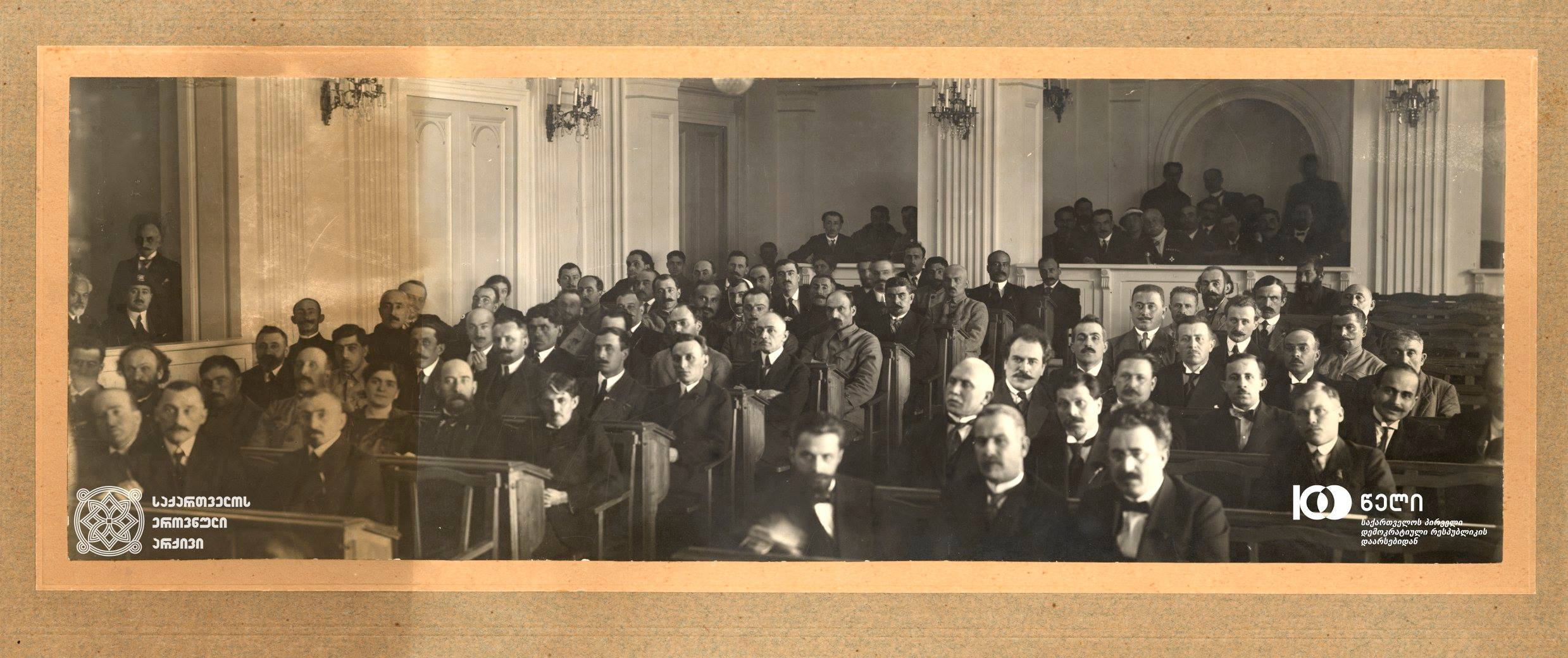
Учредительное собрание Грузии. Ониашвили правая сторона, четвёртый ряд, крайний слева

Из крестьян. Среднее образование получил в Горийской духовной школе, в 1904 году окончил Тифлисскую духовную семинарию. Продолжил обучение на юридическом факультете Юрьевского (ныне — Тартуского) университета. Завершая образование два года учился в Лейпцигском университете.
Член РСДРП с 1904 года, меньшевик. Активный участник революционного движения 1905 года в Горийском районе. Неоднократно арестовывался по политическим мотивам (после поражения революции 1905 года с января по март 1906 года находился в тюрьме).
После освобождения работал юристом, переводил западноевропейскую литературу. В 1913 году опубликовал работу «Байронизм и скорбь мира».
В ноябре 1917 года был избран членом Национального совета Грузии, член Закавказского сейма с февраля 1918 года.
26 мая 1918 года подписал Декларацию независимости Демократической Республики Грузия. В 1918 году он был избран членом парламента Демократической Республики Грузии, 12 марта 1919 года — в Учредительное собрание Республики Грузия по списку социал-демократической партии Грузии. Был председателем Юридической комиссии, членом Бюджетно-финансового комитета и комитета по самоуправлению.
В 1919 году избран в Тбилисскую торговую палату; возглавлял отделение палаты.
В 1920 году назначен министром сельского хозяйства Демократической Республики Грузия.
В 1921 году, после советизации Грузии, остался в Грузии и присоединился к движению сопротивления, жил нелегально.
Избран членом Президиума Нелегального ЦК Социал-демократической партии Грузии. В 1924 году, будучи председателем Центрального бюро социал-демократической партии, был вовлечен в работу Комитета независимости Грузии, занимался подготовкой антисоветского восстания.
Во время антисоветского восстания в августе 1924 года был арестован ЧК; 16 сентября официальная пресса опубликовала его заявление, осуждающее восстание и назвавшее его ошибкой. Из-за тяжелого психологического состояния его поместили в Тбилисскую психиатрическую больницу. Оттуда ему удалось бежать в конце 1924 года.
Некоторое время спустя он был вновь арестован за незаконное пересечение границы с поддельными документами.
С 15 июля по 3 августа 1925 года Давид Ониашвили вместе с 46 другими политзаключенными был судим Верховным судом СССР по обвинению в организации антисоветского восстания в августе 1924 года. Суд признал его виновным, но приговорил к условному сроку.
В последующие годы продолжил свою литературную работу. Был членом Союза писателей Грузии. С Малакией Торошелидзе работал над первым переводом на грузинский язык первого тома «Капитала» Маркса (перевод начался в 1910-х годах).
Работал юристом в различных учреждениях, член совета адвокатов. На преподавательской работе в театре Руставели, вёл занятия по иностранным языкам.
15 апреля 1937 года арестован по обвинению в шпионаже. Расстрелян 13 июля 1937 года.
3 марта 1959 года реабилитирован за отсутствием состава преступления.

## Известные адреса
Тбилиси, ул. Чавчавадзе, 11